# 核緊急支援隊
核緊急支援隊（Nuclear Emergency Support Team、略称NEST）は、アメリカ合衆国エネルギー省（United States Department of Energy、略称DOE）の国家核安全保障局（National Nuclear Security Administration、略称NNSA）の下で核・放射能に関する事件・事故に即座に対応することを目的とする原子力科学者、エンジニア、IT関連技術者、法律家、医師・看護師、気象予報士から選抜されたメンバーによって構成される専門家集団である。以前は核緊急捜査隊（Nuclear Emergency Search Team）と呼ばれていた。

## 歴史
1960年代初頭から米政府は、核兵器の国内への密輸や核ミサイルによる攻撃などを危惧していた。1974年、当時の大統領ジェラルド・フォード（Gerald Rudolph Ford Jr.）は、米連邦捜査局(FBI)からボストン市内のどこかに核兵器を設置したと脅迫され$200,000(今の$1,037,000に相当)を要求されているという情報を受け取った。直ちに政府はボストンにアメリカ原子力委員会（United States Atomic Energy Commission）の科学者をFBIと共に派遣したが、放射線探知機が届かなかったり、探知機の部品を置き忘れたりする不手際が目立った。幸いその情報はガセネタであり、実際には核兵器はなかったのだが、政府は核に関するこのような事件に対処できる部隊の創設が必要であると考え、同年に、FBIに対する情報、捜査、安全確保、被害最小化、医療等の技術支援を目的にこの核緊急支援隊が設立された。
1975年以降、125件の核テロに関する脅迫を受け、うち35件に対処した（尚、全ては脅迫者による虚言であった）。

## 概要
現在NESTは約1000名の人員が所属しており、エネルギー省に充てられた核緊急対応予算の約半分を元に活動を行っている。アメリカ政府からNESTメンバーに対して与えられる報酬は寸志のみであり、事実上のボランティアである。NESTメンバーは、普段は別の職業に就いているが、その大半がエネルギー省やロスアラモス国立研究所をはじめとするアメリカの原子力発電やITに関連する公的機関で働いているため、即応性が確保されている。NESTには核兵器、気象予報、通信技術、放射線医学等に精通した理科系エキスパートが揃っているが、人文社会学者、安全保障学研究者、法律家等の文系エキスパートも多数所属しており、NESTはアメリカ国内で発生するいかなる事案にも対処しうる総合的な実力を有する。
彼らは常時24時間、核テロリズムの脅威や放射能漏れ事故が起こった場合に備えており、呼び出しがかかればその場所が国内のどこであろうと、4時間以内に対応することができる。
『原子力科学者会報』(Bulletin of the Atomic Scientists) によると、およそ600名の人員を一つの事件に派遣することが可能である。（ただし実際には一つの事件に派遣されるのは最大で45人程度）

## 装備
NESTはヘリコプター4機、飛行機3機をふくむ航空小隊を保有している。これを使用し、いち早く現場に駆けつけたり、核兵器が内部から発している放射線を空から探知したりもする。また地上では放射能探知機や核兵器解体用の機材を積んだワゴン車や、放射線探知機を忍ばせた私服姿で市街地を巡回する。捜査の過程でテロリストとの遭遇が予想される場合は、戦闘訓練を受けた一部のNESTメンバーに銃器の携行が指示される場合もある。

## 登場作品

### 映画・テレビドラマ
『24 -TWENTY FOUR-』
シーズン2とシーズン8に登場。
『NCIS:LA 〜極秘潜入捜査班』
シーズン2 エピソード12に登場。
『ピースメーカー』
『ブロークン・アロー』
『アトミック・トレイン』
『トータル・フィアーズ』
『トランスフォーマー』

### アニメ・漫画
『残響のテロル』

### ゲーム
『コール オブ デューティ4 モダン・ウォーフェア』
カレド・アル=アサドの宮殿に突入したNavy SEALsから核爆弾発見の報告を聞き、解除に駆け付けるが間に合わず、全隊員が死亡する。

## 参考
Allison Graham, Nuclear Terrorism: The Ultimate Preventable Catastrophe. New York: Times Books, 2004.

## 関連
- アメリカ合衆国連邦緊急事態管理庁（FEMA）
- アメリカ国土安全保障省
- 核テロリズム